# Gabínia de pirates
La llei Gabínia de pirates (lex Gabinia de piratis) va ser una antiga llei romana establerta l'any 68 aC o començament del 67 aC (685 de la fundació de Roma) a proposta del tribú de la plebs Aule Gabini, un fidel de Gneu Pompeu Magne, sota els cònsols Luci Cecili Metel i Quint Marci Rex. Encarregava mitjançant un privilegium a Pompeu la lluita contra els pirates de la mar Mediterrània podent actuar a la mar i a les costes fins a una determinada profunditat, amb dret a ser assistit per les ciutats, els governadors romans i els sobirans clients. La llei proposava posar el general Pompeu al capdavant de 270 vaixells, 120.000 unitats d'infanteria i 4.000 de cavalleria (aquesta última en lluita a les zones costaneres romanes), dividit el mar i la costa en tretze sectors per vèncer els pirates en 3 mesos. Mai abans s'havien donat tants poders a un sol general i això va despertar el recel del senador Ciceró i del tribú de la plebs Trebel·li, que la va vetar temporalment. També li donava el control del territori costaner fins a 50 milles, com que això suposava un control gairebé absolut sobre totes les províncies romanes, ja que la majoria tenien costa, el governador de Creta Quint Cecili Metel Crètic tement que Pompeu acabés convertint-se en un dictador temible com havia passat amb Sul·la, es va oposar a la llei. Els comerciants (publicani), en canvi, van estar molt satisfets amb la llei Gabínia de pirates que va donar seguretat a les rutes marítimes, i va fer tan popular al seu proponent que li va servir de suport per a la seva candidatura a cònsol.
La llei va rebre els sobrenoms de lex de uno imperatore contra praedones instituendo o lex de piratis persequendis.